# Diceratucha
Diceratucha is een geslacht van vlinders uit de familie Oenosandridae. Deze vlinders komen uitsluitend voor in Australië.

## Soort
Diceratucha omvat één soort:
- Diceratucha xenopis Lower, 1902